# 黑猩猩基因组计划
黑猩猩基因组计划（英語：Chimpanzee genome project）致力于确定最接近人类的亲戚的基因／DNA序列。通过比较人类和其他类人猿的基因组，它预期可能帮助人类更好地理解人类和其他物种的差别。

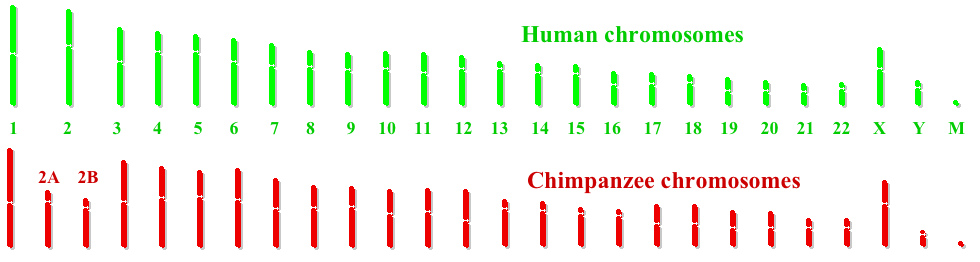
人类与黑猩猩染色体比较，M为线粒体DNA

## 参看
- 人类基因组计划
- 2号染色体